# Canal Eden
El canal Eden és un canal de reg a Bengala Occidental. Deu el seu nom al governador de la província (va governar del 8 de gener de 1877 al 15 de juliol de 1879) Ashley Eden (1831-1887). La seva aigua ve del riu Damodar. El canal principal mesura uns 44 km amb 29 km de distributaris sene comptar els canals privats. Es va construir entre 1873 i 1881. L'àrea inicial reg fou de 110 km².